# 洛阳博物馆
洛阳博物馆是中国河南省洛阳市一家综合性的历史博物馆，国家一级博物馆。1958年5月1日建立，原址位于洛阳城南7公里的关林。1973年迁西工区中州中路298号，1974年5月1日正式开馆。2011年4月16日位于洛龙区的新馆建成对外开放。博物馆展出文物1.1万余件。以中华文明的源头和最具代表性的河洛文化为主体，收藏上起仰韶文化、龍山文化和夏商时期、下至明清、民国的文物，朝代跨度在国内地级市博物馆中首屈一指。 其馆藏特色为玉器、青铜器、石刻、汉陶俑、唐三彩及清代宫廷用品等。由于洛阳在中国历史上长期居于政治核心地位，馆内“河洛文明展”常设展览实际上为中华文明的主线提供了条理分明、素材丰富的概览。

## 历史

### 关林时期
1958年5月，洛阳博物馆始建，原址位于洛阳洛南关林。是中华人民共和国成立后最早建立的地市级博物馆。但当时由于财政问题，暂定关林庙为馆址，洛阳市文物管理委员会与博物馆合署办公，编制仅14人，将关林庙的大殿和厢房做为展厅。
由于20世纪60年代初的三年困难时期，博物馆工作受到严重影响，在文化大革命，由于“破四旧”运动的浪潮，博物馆濒临解散的边缘。1969年，博物馆工作人员到农村接受再教育，由中国人民解放军暂为接管，博物馆人员学成返回后，暂住西关，业务处于停滞状态。1972年，博物馆借王城公园的一座简易花棚，举办《文化大革命时期洛阳出土文物展》，这个花棚也成了洛阳博物馆的第二个临时馆址。

### 中州路时期
1972年，馆址漂泊不定的状况有了转机。洛阳市政府在财政紧张的情况下，依旧批准建设博物馆的新展楼。展楼由洛阳市设计院李传泽设计，分期施工建设。1974年5月展楼一期工程完工，投入使用。洛阳博物馆自1958年成立，经历八年庙内展，三年棚内展，终于有了展览楼，实现了历史性跨越。
1973年，洛阳博物馆迁至市区中州路。博物馆陈列大楼是一座琉璃瓦装嵌的民族形式建筑，1974年5月1日正式开馆。
1974年10月，馆址落成。
1975年，洛阳博物馆委员会负责白马寺的修复，对外开放。白马寺成为博物馆的下属股级单位。
洛阳博物馆迁往新址后，中州路原址成为洛阳文化馆。

### 新址时期
2007年底，洛阳博物馆新馆开工建设，占地300亩，建筑面积6．2万平方米，总投资4亿元。新馆建筑由主楼和附楼组成，于2009年2月建成。
2008年5月，洛阳博物馆被命名为首批国家一级博物馆。
2009年4月，成功举办《中国2009世界集邮展览》。
2009年10月，先后成功举办大遗址保护洛阳高峰论坛国际性大型展览。2011年4月1日，洛阳博物馆新馆开馆并对外试开放。
2018年10月，被评为全国中小学生研学实践教育基地。

## 交通
- 洛阳轨道交通2号线文博园站
- 洛阳火车站乘77路公交车博物馆专线可直达洛阳博物馆。

- 1974年建成的洛阳博物馆外观
- 错金银铜鼎，1929年洛阳市西工区小屯村窖藏出土
- 东汉时期的烛台
- 三彩天王俑和镇墓兽
- 唐三彩女俑